# Tadeusz Kościński
Tadeusz Piotr Kościński (ur. 9 grudnia 1956 w Londynie) – polski i brytyjski bankowiec oraz urzędnik państwowy. Podsekretarz stanu kolejno w Ministerstwie Rozwoju (2015–2018), Ministerstwie Przedsiębiorczości i Technologii (2018–2019) oraz Ministerstwie Finansów (2019), w latach 2019–2020 oraz 2021–2022 minister finansów, w latach 2020–2021 minister finansów, funduszy i polityki regionalnej w rządzie Mateusza Morawieckiego, w latach 2022–2023 sekretarz stanu w KPRM.

## Życiorys
Syn Henryka i Jadwigi. W 1977 został absolwentem Goldsmiths’ College, uzyskując tam wykształcenie (będące odpowiednikiem wykształcenia średniego w Polsce). Od początku kariery zawodowej związany z sektorem bankowym, początkowo w Londynie. Zaczynał od pracy w japońskim Tokai Banku, następnie piastował stanowisko dyrektora londyńskiego oddziału Banku Handlowego. W latach 90. zamieszkał na stałe w Polsce, przez siedem lat był konsultantem w dziedzinie bankowości i finansów. Pracował m.in. dla Polskiego Banku Rozwoju, Banku Przemysłowo-Handlowego oraz Banku Śląskiego. Od 1997 był dyrektorem w Wielkopolskim Banku Kredytowym (po przekształceniach w Banku Zachodnim WBK), odpowiadając m.in. za biznes kartowy. Jest fundatorem Fundacji Kresy Historii.
Od listopada 2015 do stycznia 2018 był podsekretarzem stanu w Ministerstwie Rozwoju, odpowiedzialnym m.in. za paragony i płatności bezgotówkowe. W styczniu 2018 przeszedł na tożsame stanowisko w Ministerstwie Przedsiębiorczości i Technologii, gdzie odpowiadał m.in. za gospodarkę cyfrową i politykę eksportową. Od stycznia do grudnia 2019 był członkiem Komisji Nadzoru Finansowego, najpierw do listopada jako przedstawiciel prezesa Rady Ministrów, następnie jako reprezentant ministra finansów.
W lipu 2019 objął funkcję podsekretarza stanu w Ministerstwie Finansów, powierzono mu odpowiedzialność m.in. za niektóre podatki, wyceny i kwestie ustawy hazardowej. 8 listopada 2019 został wskazany jako kandydat na nowego ministra finansów. Urząd ten objął 15 listopada, wchodząc w skład drugiego rządu dotychczasowego premiera.
6 października 2020 w ramach rekonstrukcji rządu przeszedł na funkcję ministra finansów, funduszy i polityki regionalnej (przejmując dodatkowe obowiązki z resortu funduszy i polityki regionalnej kierowanego dotąd przez Małgorzatę Jarosińską-Jedynak). 26 października 2021, po zmianach w strukturze ministerstw, powrócił na urząd ministra finansów. 7 lutego 2022 złożył rezygnację ze stanowiska ministra finansów, biorąc na siebie odpowiedzialność polityczną za wprowadzaną od stycznia 2022 reformę systemu podatkowego. 9 lutego 2022 został odwołany ze składu rządu przez prezydenta Andrzeja Dudę. W czerwcu 2022 powołany na stanowiska sekretarza stanu w Kancelarii Prezesa Rady Ministrów oraz pełnomocnika Rządu ds. pozyskiwania źródeł finansowania dla przedsięwzięć służących wzmocnieniu bezpieczeństwa i obronności państwa. W grudniu 2023 zakończył pełnienie funkcji w administracji rządowej.